# RTON Biała Podlaska
RTON Biała Podlaska – Radiowo-Telewizyjny Ośrodek Nadawczy w Białej Podlaskiej z 80-metrową stalową wieżą, usytuowany przy ul. Warszawskiej w Białej Podlaskiej.

## Parametry
- Wysokość posadowienia podpory anteny: 150 m n.p.m.

## Transmitowane programy

### Programy telewizyjne
Programy telewizji analogowe zostały wyłączone 17 czerwca 2013 r.
| LP | Program               | Właściciel                               | Częstotliwość | Kanał | Moc nadajnika | Polaryzacja |
| -- | --------------------- | ---------------------------------------- | ------------- | ----- | ------------- | ----------- |
| 1  | TVP Info / TVP Lublin | Telewizja Polska S.A. Oddział w Lublinie | 767,25 MHz    | 58    | 1 kW          | pozioma     |

### Programy radiowe
| LP | Program              | Właściciel                                                           | Częstotliwość | Moc nadajnika | Polaryzacja |
| -- | -------------------- | -------------------------------------------------------------------- | ------------- | ------------- | ----------- |
| 1  | Radio Maryja         | Prowincja Warszawska Zgromadzenia O.O. Redemptorystów                | 87,80 MHz     | 1 kW          | pionowa     |
| 2  | Polskie Radio Lublin | Polskie Radio – Regionalna Rozgłośnia w Lublinie "Radio Lublin" S.A. | 93,10 MHz     | 5 kW          | pozioma     |